# Габровски зоопарк
Габровският зоопарк е една от атракциите на Габрово. Разположен е в кв. Петкова нива, в близост до Народната астрономическа обсерватория и планетариум.
Зоопаркът е създаден през 1973 г. Разположен е върху 5,61 дка площ, от които 4,41 дка са активно използвани. В него се отглеждат около 120 животни, от които 40 вида птици. Сред най-атрактивните му обитатели са щраусите и безопашатите котки. Сред екземплярите могат да се видят са кози-джуджета, пауни, зеленоглава патица, златен фазан, мандрил.
От юли 2019 г е преустановен достъпът на посетители, заради липсата на лиценз.